# Mitsubishi G4M
El Mitsubishi G4M (一式陸上攻撃機?   Aparato aéreo de ataque basado en tierra Tipo 1) fue un bombardero medio bimotor con base en tierra operado por la Armada Imperial Japonesa en la Segunda Guerra Mundial. El bombardero fue codificado con el nombre de Betty por los Aliados. Se otorgaban nombres masculinos a los cazas y nombres femeninos a los bombarderos, torpederos y aparatos de reconocimiento.
Tenía unos excepcionales alcance y velocidad cuando entró en servicio, pero también mostraba serias carencias, pues sus depósitos de combustible no autosellantes hicieron que los pilotos aliados los derribaran con facilidad. Esta debilidad era notoria cuando el G4M era empleado como torpedero, pues su gran tamaño (sólo un 15% inferior al de un cuatrimotor B-17) y el vector de aproximación empleado en los ataques con torpedos permitían una fácil intercepción. Sin embargo, al ser empleado como bombardeo a media o alta cota contra objetivos estacionarios, como puntos de suministro o aeropuertos, la situación cambiaba por completo. Empleando su largo alcance y velocidad, podía aparecer desde cualquier dirección y alcanzar su objetivo antes de que los cazas pudieran interceptarlo. Cerca del fin de la guerra fue empleado como plataforma de lanzamiento del avión cohete suicida Ohka.
El G4M consiguió notoriedad al tomar parte en el Hundimiento del HMS Prince of Wales y del HMS Repulse, junto a los más antiguos bombarderos Mitsubishi G3M "Nell".  El acorazado HMS Prince of Wales y el crucero de batalla HMS Repulse fueron los primeros buques de guerra hundidos exclusivamente mediante ataque aéreo en mar abierto.
El incidente más conocido acerca de estos bombarderos fue la intercepción del G4M que transportaba al almirante Isoroku Yamamoto por cazas pesados P-38 Lightning el 18 de abril de 1943. La acción acabó con la vida de Yamamoto y parte de su Estado Mayor.

## Versiones

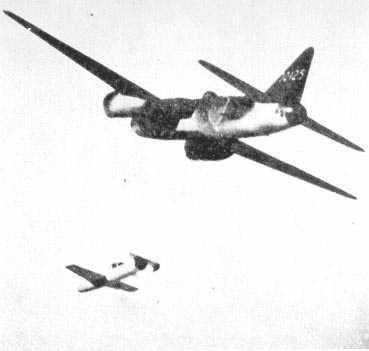
Un bombardero Mitsubishi G4M2E Modelo 24 Tei acaba de lanzar un MXY7 Ohka.

G4M1 (Prototipos)Bombardero de la Armada Imperial Japonesa con base en tierra Tipo 1. Dos prototipos.
G4M1Bombardero de la Armada Imperial Japonesa con base en tierra Tipo 1, Modelo 11. Primera serie de bombarderos.
G4M1 Modelo 12Motores Mitsubishi MK4E Kasei de 1530 hp (1140 kW). Varias modificaciones del fuselaje.
G4M2 Modelo 22G4M1 con diferentes motores, carga de bombas modificada, mayor empenaje y alas de flujo laminar.
G4M2 Modelo 22AMuy similar al anterior. Armado con cañones Tipo 99 cal. 20 mm reemplazando las ametralladoras cal. 7,70 mm en los puestos laterales.
G4M2 Modelo 22BArmado con cuatro cañones Tipo 99 de 20 mm.
(Producción total de los G4M1 y G4M2 Modelos 22A-B: 350)
G4M2a Modelo 24aModelo 22 modificado, con motor MK4T Kasei 25 de 1800 cv (1340 kW), con las compuertas de la bodega de bombas abombadas para permitir mayor carga de bombas.
G4M2a Modelo 24a/bArmamento similar a los modelos 22A/B respectivamente.
G4M2a Modelo 24c24b modificado, con una ametralladora Tipo 93 de 13,2 mm en la sección frontal.
(Producción total de G4M2a, Modelos 24A, 24B y 24C: 790)
G4M2b Modelo 25Un G4M2a modificado con motores MK4T-B Kasei 25b de 1825 cv (1360 kW). Solo experimental.
G4M2c Modelo 26Dos G4M2a modificados con motores MK4T-B Ru Kasei 25b de 1825 cv (1360 kW) con turbocompresores.
G4M2d Modelo 27Un G4M2 modificado con motores MK4V Kasei 27 de 1795 cv (1340 kW).
G4M2e Modelo 24JVersión especial para transporte del avión cohete suicida Yokosuka MXY-7 "Ohka" (Baka) Modelo 11, conversiones de G4M2a Modelos 24B y 24C. El compartimiento de bombas ha sido modificado colocando soportes para el avión suicida.
G4M3 Modelo 34G4M2 rediseñado. Añadidos depósitos autosellantes. Blindaje mejorado. Alas y cola rediseñadas. Armado con dos ametralladoras Tipo 92 de 7,70 mm en la cabina de proa y en los puestos laterales, y un cañón Tipo 99 modelo 1 de 20 mm en las torretas dorsal y de cola. Capacidad máxima de bombas incrementada a 1000 kg.
G4M3a Modelo 34AVersión experimental de transporte y antisubmarino con armamento modificado.
G4M3 Modelo 36Prototipo. Dos G4M2 Modelo 34 modificados con motores Mitsubishi MK4-T Kasei 25b Ru de 1825 cv (1360 kW).
G6M1 Caza pesado de largo alcance Tipo 1 de la Armada JaponesaModelo inicial de la serie, armado con cañones Tipo 99 de 20 mm entre cada lado del fuselaje y la cola, una ametralladora de 7,70 mm de la cabina frontal y un cañón de 30 mm en la posición ventral. Construidos 30.
G6M1-K Entrenador Tipo 1 de la Armada JaponesaG6M1 convertidos.
G6M1-L2 Transporte Tipo 1 de la Armada JaponesaModificados como transportes.
(Producción total del G6M1-K y tipos derivados: 1200)
Producción total de todas las versiones: 2446 aparatos

## Especificaciones

### Características generales
- Tripulación: 7 (piloto, copiloto, navegante/bombardero/artillero frontal, capitán/artillero dorsal, operador de radio/artillero lateral, mecánico de vuelo/artillero lateral, artillero posterior)
- Longitud: 19,97 m
- Envergadura: 24,89 m
- Altura: 4,9 m (en posición horizontal)
- Superficie alar: 78,13 m²
- Perfil alar: Tipo Mitsubishi
- Peso vacío: 6741 kg
- Peso cargado: 9500 kg
- Peso máximo al despegue: 12860 kg
- Planta motriz: 2× Mitsubishi Kasei Tipo 11, radiales de 14 cilindros en doble estrella.
  - Potencia: 1125 kW (1509 HP; 1530 CV) cada uno.

### Rendimiento
- Velocidad máxima operativa (Vno): 428 km/h 265 mph
- Velocidad crucero (Vc): 315 km/h 196 mph
- Velocidad de entrada en pérdida (Vs): 120 km 75 mph
- Alcance: 2852 km (1540 nmi; 1772 mi)
- Techo de vuelo: 8500 m (27 887 ft)
- Régimen de ascenso: 550 m/min (1800 pies/min)

### Armamento
- Ametralladoras: 

  - 4x Tipo 92 de 7,70 mm (1 en el morro, 1 en cada flanco y 1 en la torreta dorsal)

- Cañones: 

  - 1x Tipo 99 de 20 mm (en la cola)
- Bombas: 

  - 4 de 250 kg ó
  - 1 de 800 kg
- Otros: 

  - 1x torpedo de 858 kg en lugar de las bombas.

### Desarrollos relacionados
- Mitsubishi G3M

### Aeronaves similares
- Ilyushin Il-4
- Bristol Beaufort
- B-26 Marauder
- B-25 Mitchell
- Heinkel He 111
- Vickers Wellington